# La Louvière
La Louvière (en való El Lovire) és un municipi belga de la província d'Hainaut a la regió valona. Des de 1977 agrupa els antics municipis de Boussoit, Haine-Saint-Paul, Haine-Saint-Pierre, Houdeng-Aimeries, Houdeng-Gœgnies, Maurage, Saint-Vaast, Strépy-Bracquegnies, Trivières, i part de Familleureux (Besonrieux).

## Demografia
- 1977: 77.859 hab.
- 1994: 76.907 hab.
- 2002: 76.533 hab.
- 2005: 77.013 hab.
- 2006: 77.210 hab.
- 2007: 77.492 hab.

## Llista de burgmestres
| Burgmestres     | Mandat    | Partit |
| --------------- | --------- | ------ |
| Léon Hurez      | 1977-1984 | PS     |
| Michel Debauque | 1984-2000 | PS     |
| Willy Taminiaux | 2000-2006 | PS     |
| Jacques Gobert  | 2006-     | PS     |

## Llocs d'interès
- Ascensor naval de Strépy-Thieu a Strépy-Bracquegnies

## Agermanaments
- Saint-Maur-des-Fossés
- Còrdova
- Bojnice
- Foligno
- Kalisz

## Personatges il·lustres
- Enzo Scifo, futbolista
- Jean Louvet, escriptor